# Ectopleura bethae
Ectopleura bethae is een hydroïdpoliep uit de familie Tubulariidae. De poliep komt uit het geslacht Ectopleura. Ectopleura bethae werd in 1908 voor het eerst wetenschappelijk beschreven door Warren. 